# Robin Dunne

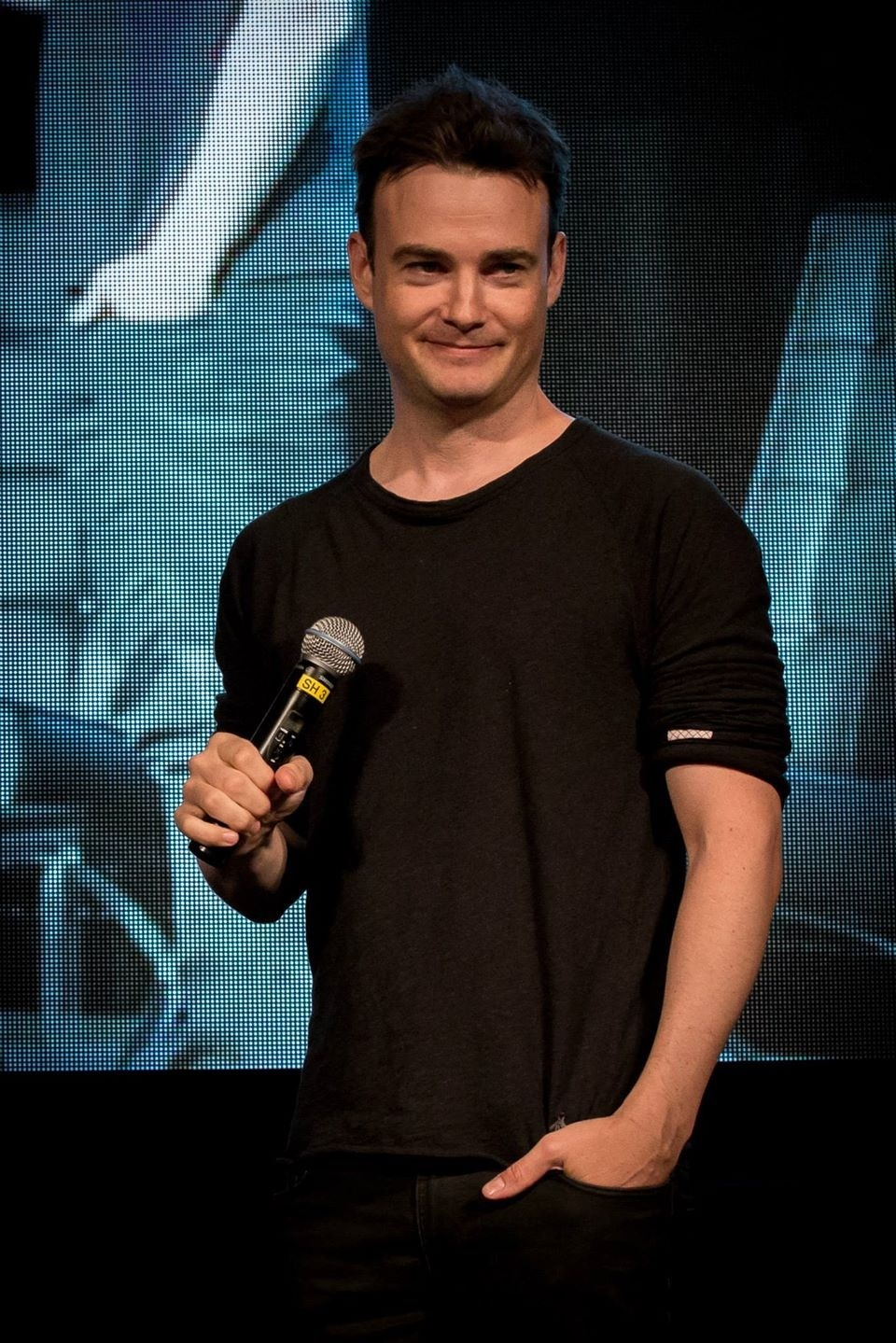
Robin Dunne (2014)

Robin Dunne (* 19. November 1976 in Toronto, Ontario) ist ein kanadischer Schauspieler.

## Leben
Robin Dunne studierte an der Etibicoke School of The Arts High School in Toronto. Er spielte die Hauptrolle von Sebastian Valmont im Film Eiskalte Engel 2. Er war dort neben Amy Adams und Mimi Rogers zu sehen. Weitere Hauptrollen spielte er in den Filmen Angriff der Weltraumvampire, Entwurzelt – Eine Familie am Abgrund, Der Kreis, The Skulls II, Hemingway vs. Callaghan, Species III und in der Fernsehserie As If. In Dawson’s Creek spielte er ebenfalls eine Gastrolle.
Von 2007 bis 2011 spielte er in der Serie Sanctuary – Wächter der Kreaturen mit, die vier Staffeln umfasste.
Robin Dunne heiratete im Jahr 2002 die Schauspielerin Heidi Lenhart, mit der er im Film Au Pair II zusammen spielte. 2005 wurden die beiden wieder geschieden.

## Filmografie (Auswahl)
- 1994: Geschändet hinter Gittern (Against Their Will)
- 1994–1995: Side Effects – Nebenwirkungen (Fernsehserie, 5 Folgen)
- 1995: Avonlea – Das Mädchen aus der Stadt (Road to Avonlea, Fernsehserie, Folge 6x03)
- 1995: Love and Betrayal: The Mia Farrow Story
- 1995: Jungleground
- 1995: Zwei Brüder auf der Flucht (Brothers’ Destiny)
- 1995: My Life as a Dog
- 1996: Sindbads Abenteuer (The Adventures of Sinbad, Fernsehserie, 2 Folgen)
- 1996: Amanda und Betsy (Ready or Not, Fernsehserie, Folge 4x13)
- 1996: Entscheidung für die Liebe (A Husband, a Wife and a Lover)
- 1996: Kung Fu – Im Zeichen des Drachen (Fernsehserie, Folge 4x09)
- 1997: PSI Factor – Es geschieht jeden Tag (PSI Factor – Chronicles of the Paranormal, Fernsehserie, Folge 1x13)
- 1997: Die Fälle der Shirley Holmes (The Adventures of Shirley Holmes, Fernsehserie, Folge 1x05)
- 1998: The Mystery Files of Shelby Woo (Fernsehserie, Folge 4x06)
- 1998: Mythic Warriors: Guardians of the Legend (Fernsehserie, 2 Folgen)
- 1998: The Fence
- 1998: Strike – Mädchen an die Macht! (The Hairy Bird)
- 1998: The Big Hit
- 1998–1999: The Little Men (Fernsehserie, 16 Folgen)
- 1999: Angriff der Weltraumvampire (Teenage Space Vampires)
- 1999–2000: Dawson’s Creek (Fernsehserie, 4 Folgen)
- 2000: Entwurzelt – Eine Familie am Abgrund (Borderline Normal)
- 2000: Wenn Mutterliebe zur Hölle wird (Trapped in a Purple Haze)
- 2000: Eiskalte Engel 2 (Cruel Intentions 2)
- 2001: The Wandering Soul Murders
- 2001: A Colder Kind of Death (Fernsehfilm)
- 2001: Jewel
- 2001: Entwurzelt – Eine Familie am Abgrund (Borderline Normal)
- 2001: Au Pair II
- 2001: Class Warfare
- 2002: Roughing It
- 2002: Der Kreis (The Circle)
- 2002: As If (Fernsehserie, 7 Folgen)
- 2002: The Skulls II
- 2002: American Psycho II: Der Horror geht weiter (American Psycho II: All American Girl)
- 2003: The Snow Walker – Wettlauf mit dem Tod (The Snow Walker)
- 2003: Hemingway vs. Callaghan (Fernsehfilm)
- 2004: Species III
- 2004: Dead Like Me – So gut wie tot (Dead Like Me, Fernsehserie, 2 Folgen)
- 2005: Wild X-Mas (Just Friends)
- 2005: Der Ehrenkodex (Code Breaker, Fernsehfilm)
- 2006: CSI: Miami (Folge 4x19)
- 2007: Sanctuary – Wächter der Kreaturen (Sanctuary, 8 Webisoden)
- 2007: The Dark Room
- 2007: Navy CIS (NCIS, Fernsehserie, Folge 5x03 The Ex-File)
- 2008: Jack & Jill gegen den Rest der Welt (Jack and Jill vs. the World)
- 2008–2011: Sanctuary – Wächter der Kreaturen (Sanctuary, Fernsehserie, 59 Folgen)
- 2009: Robin Hood: Beyond Sherwood Forest (Beyond Sherwood Forest)
- 2012: Space Milkshake
- 2013: Cassie – Ein verhexter Geburtstag (The Good Witch’s Destiny)
- 2013: Three Days in Havana
- 2013: Scarecrow
- 2013: Torment
- 2013: Supercollider
- 2013: Twelve Trees of Christmas
- 2013–2014: Defiance (Fernsehserie, 3 Folgen)
- 2014: Deadfall
- 2015: Asteroid – Zerstörung aus dem All (Meteor Assault, Fernsehfilm)
- 2016: Der Klang der Weihnacht (Sound of Christmas, Fernsehfilm)
- 2017: Murdoch Mysteries (Fernsehserie, 2 Folgen)
- 2018: Mit Liebe zum Mord: Letzter Auftritt (Last Scene Alive: An Aurora Teagarden Mystery, Fernsehfilm)
- 2019: The Christmas Chalet
- 2020: October Faction (Fernsehserie, 5 Folgen)
- 2021: Private Eyes (Fernsehserie, 1 Folge)